# El árbol del verano
El árbol del verano es el primer libro de la trilogía de novelas fantásticas El tapiz de Fionavar escritas por el autor canadiense Guy Gavriel Kay.

## Argumento
Existen mundos alternativos situados en universos paralelos, los cuales están normalmente desconectados. Sin embargo, en ocasiones, puede producirse una "intersección" entre dos de ellos, lo que permite pasar de un mundo a otro. Esto es lo que les sucede a cinco jóvenes canadienses, que son apartados de sus vidas cotidianas y trasladados a Fionavar, el "primero" y más perfecto de esos mundos alternativos. Allí rige la magia y sus habitantes se debaten entre la Luz y las Tinieblas.
Cuando el poderoso dios maligno Rakoth Maugrim se libera de su milenario encierro bajo la montaña, desata su cólera sobre el reino de Brennin, donde generaciones de reyes habían jurado su lealtad a los poderes de la tierra y del cielo sobre las ramas del Árbol del Verano. Es en ese momento cuando los cinco personajes de nuestro mundo empiezan a intervenir en Fionavar. Conducidos por el supremo mago, Manto de Plata, han de intentar poner fin a la guerra desencadenada por Rakoth, encontrándose en el devenir de sus aventuras con los lios alfar (Hijos de la Luz), los svarts alfar (Servidores de la Oscuridad), espíritus del bosque y las aguas, los enanos e innumerables personajes más.
- Datos: Q7767261